# Zwaarden (tarot)

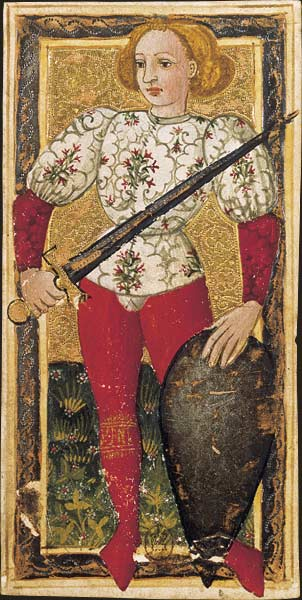
Schildknaap van Zwaarden uit het deck van Charles VI.

Zwaarden is een van de kleuren op tarot-kaarten. Zwaarden komt overeen met Schoppen van de Anglo-Amerikaanse speelkaarten.
Zwaarden staat voor de tweede staat: de adel en komt overeen met het element lucht. Kwaliteiten waar Zwaarden voor staat is connectie, de geest, gedachten, idealen, informatie of zelfexpressie.
Er bestaan verschillende systemen van interpretatie. Onder de meer traditionele systemen zijn de bekendste die van de Tarot van Marseille, en de interpretaties van de Golden Dawn zoals uitgewerkt door Gregor Mathers, en met variaties gevolgd door Arthur Edward Waite en Aleister Crowley. Hieronder volgt een voorbeeld van een meer psychologische duiding van de Zwaarden.
| Kaart                    | Kernwoorden |
| ------------------------ | --- |
| Aas van Zwaarden         | Eerlijkheid, helderheid, objectiviteit, rechtvaardigheid, waarheid.                                                         |
| Twee van Zwaarden        | Geblokkeerde gevoelens, onderdrukte emoties, ontkenning.                                                                    |
| Drie van Zwaarden        | Afwijzing, ongeloof, verwonden.                                                                                             |
| Vier van Zwaarden        | Berusting, contemplatie, innerlijke angsten, tijdelijke terugtrekking, wapenstilstand.                                      |
| Vijf van Zwaarden        | Accepteren van beperkingen, conflicterende belangen, nederlaag, onterechte overwinning, verovering.                         |
| Zes van Zwaarden         | Herstel, nieuw perspectief, reizen.                                                                                         |
| Zeven van Zwaarden       | Heimelijkheid, oneerlijkheid, teleurstelling, uitvlucht.                                                                    |
| Acht van Zwaarden        | Beperking, isolement, kwetsbaarheid, zelfsabotage.                                                                          |
| Negen van Zwaarden       | Overdonderd door gevoelens, schuld, zorgen.                                                                                 |
| Tien van Zwaarden        | Keerpunt, martelaarschap, verlichting.                                                                                      |
| Schildknaap van Zwaarden | Alertheid, klaar voor actie, logica en rede, mentale handigheid.                                                            |
| Ridder van Zwaarden      | Goed geïnformeerd, krachtig intellect, kritisch of indiscreet, ongeduldig, onstuimig, oprecht, scherpzinnig, zelfverzekerd. |
| Koningin van Zwaarden    | Bescheiden, direct, no-nonsense, realistisch, rechtdoorzee, scherpzinnig.                                                   |
| Koning van Zwaarden      | Analytisch, assertief, direct, helder, rechtvaardig.                                                                        |